# Planeta rojo (película)
Planeta rojo es una película de ciencia ficción de 2000, dirigida por Antony Hoffman y protagonizada por Val Kilmer.

## Argumento
La Tierra, en 2050, se encuentra en un estado de crisis debido a la severa contaminación y superpoblación. Misiones automatizadas han sembrado en Marte algas productoras de oxígeno como la primera etapa para terraformar el planeta.
Doce años más tarde, cuando la cantidad de oxígeno producido por las algas desciende inexplicablemente, la tripulación de la misión Marte-1 debe descubrir el por qué de esta situación y continuar la misión de hacer el planeta rojo adecuado para la colonización humana.
En el camino a Marte, la tripulación juega a las cartas y bebe alcohol producido en el laboratorio mientras se van conociendo. Tienen lugar discusiones acerca de ciencia y espiritualidad: Quinn Burchenal (Tom Sizemore), el experto genético, es un firme ateo, mientras que el anciano científico y cirujano Bud Chantillas (Terence Stamp) es más filosófico, habiéndose dado cuenta mucho tiempo atrás que «la ciencia no puede responder las preguntas realmente importantes». El Ingeniero de Sistemas Mecánicos y «conserje espacial» Robby Gallagher (Val Kilmer) actúa como el protegido de Chantillas, mientras coquetea con la comandante de la nave, Kate Bowman (Carrie-Anne Moss).
La nave llega a Marte, pero una erupción solar daña varios sistemas clave. Esto compromete su navegabilidad, obligando a Bowman a permanecer a bordo y a hacer reparaciones mientras los otros descienden a Marte. Su primer objetivo es localizar un hábitat automatizado enviado años atrás para almacenar comida y oxígeno para la llegada de la tripulación.
La nave sufre daños en su entrada a la atmósfera marciana, lo que obliga a variar su trayectoria y aterrizar bastante lejos del lugar en que pretendían hacerlo, cerca del hábitat. Durante el proceso pierden a AMEE (Autonomous Mapping Exploration and Evasion) un robot multifuncional en préstamo de los marines que sirve como su «navegador de la superficie de Marte», y Chantillas resulta mortalmente herido; además, no tiene suficiente oxígeno para llevarlo al hábitat, donde su bazo roto podría ser curado. Con oxígeno limitado, Chantillas le pide a la tripulación que lo dejen atrás y completen la misión.
Mientras tanto, Bowman debe lidiar con varios desastres en la nave, incluyendo un fuego en gravedad cero y numerosos fallos en las computadoras y los sistemas.
Los desesperanzados hombres hacen la larga caminata hasta el hábitat automatizado, el cual hallan inexplicablemente destruido. Sólo con unos pocos minutos de aire restante, cada hombre contempla su fallecimiento inminente.
Burchenal y Gallagher descansan para conservar tanto aire como sea posible. Pettengill (Simon Baker) y Santen (Benjamin Bratt) intentan ver Marte tanto como sea posible antes de morir y se dirigen al borde un profundo precipicio. Admirándolo, discuten sus impresiones de la situación.
Pettengill lamenta su destino y las fallas de la tripulación. Santen, un militar, mira la misión como un éxito técnico, ya que todo lo que salió mal estaba fuera de control humano. Con la muerte asomándose, la discusión se vuelve una pelea y Pettengill accidentalmente empuja a Santen hacia el precipicio. Todavía afectado, Pettengill vuelve con Burchenal y Gallagher para aguardar la muerte y miente diciendo que Santen saltó al vacío.
Sin nada que perder, a punto de ahogarse, Gallagher abre su visor y respira, descubriendo, para su gran sorpresa, que Marte tiene una atmósfera respirable; aunque contiene poco oxígeno. Los tres supervivientes de la tripulación que aterrizó están a salvo por el momento, aunque Pettengill, lleno de culpa, está consternado, sabiendo que Santen hubiera sobrevivido de no haberlo empujado hacia el cañón.
Aún con aire ilimitado, la tripulación todavía está atrapada en la superficie y es incapaz de comunicarse con la nave nodriza en órbita. En este punto, AMEE regresa y los tres hombres se dan cuenta de que ha sido dañado, y tratan de sacar su sistema de energía antes de que colapse. Esto constituye una amenaza para la supervivencia del robot, provocando la activación de su programación militar. Determinado a permanecer vivo, AMEE los ataca. Intencionalmente hiere a Burchenal, pero lo deja vivo, siguiendo su táctica militar programada, que consiste en lesionar a un soldado enemigo para desacelerar la unidad entera. Desde este punto en adelante, el robot asesino los acecha en todo el viaje a través de la superficie marciana.
Gallagher construye un radiotransmisor usando partes del Mars Exploration Rover traído por la misión Mars Pathfinder en 1997; usa una antigua frecuencia que está en desuso, pero como Gallagher dice, «es mejor que sólo gritar ayuda». Debido a que la transmisión de radio viaja a la velocidad de la luz, toman horas para que el mensaje llegue a la Tierra. El control de la misión descubre el mensaje, y le comunican a Bowman en Mars-1, justo antes de que abandone la órbita de Marte, que cambie la frecuencia de su transmisor a la frecuencia anticuada. Ella guía a los hombres en su camino hacia una sonda rusa llamada Kosmos, para usar el sistema de toma de muestras para lanzarse de nuevo a la órbita. El único problema es que los hombres deben hacer un largo recorrido por la dura superficie marciana para llegar a la sonda.
Los tres hombres comienzan a caminar, hablando ocasionalmente con Bowman y reportándole algunos extraños descubrimientos en la superficie. Hay pequeñas zonas de algas en algunos lugares, pero no encuentran explicación de por qué han desaparecido completamente en algunas regiones.
El comportamiento de Pettengill comienza a ser errático, pero esto no detiene a Gallagher y Burchenal de comenzar algunas discusiones filosóficas. Durante una, Burchenal remarca que como un diseñador genético, él es realista. «Escribo código», dice. No tiene tiempo para tomar la «vía fácil» cayendo en explicaciones religiosas o espirituales de eventos naturales. Gallagher contraataca, notando que la espiritualidad no es una salida o negación de la ciencia, sino un reconocimiento de sus limitaciones acerca de los problemas humanos: «Se necesita más que solo inteligencia para vivir una vida espiritual».
La situación se complica cuando Bowman les advierte de una tormenta que se aproxima, y los tres viajeros toman refugio en una pequeña cueva. Ahí Gallagher pasa el mensaje de Bowman de que la sonda rusa solo puede llevar a dos personas. Pettengill, sintiéndose culpable y preocupado de que los otros lo abandonen, escapa con la radio en medio de la tempestad, pero es interceptado y asesinado por AMEE.
Cuando la tormenta termina, los dos restantes tripulantes recuperan la radio y continúan su viaje, pero hacen un tenebroso descubrimiento. El cuerpo de Pettengill está infestado de criaturas con apariencia de insectos que se alimentan de su carne (son identificados por Buchernal como nemátodos). Burchenal captura a dos de ellos y los lleva durante el viaje. También usan una bengala y descubren que los pequeños insectos parecen salir cuando son expuestos al calor.
Burchenal y Gallagher reanudan su viaje. En el camino encuentra un gran campo cubierto con algas y es entonces cuando Burchenal se da cuenta de lo que ha estado pasando. Parece que las criaturas son alguna forma nativa de vida marciana que ha permanecido dormida hasta que una fuente de alimento, como las algas, llegara y enraizara. Los insectos se comen las algas, produciendo oxígeno como un producto secundario, haciendo la atmósfera respirable. Sin embargo, los insectos tienden a arder por combustión espontánea cuando son tocados por una llama.
Desafortunadamente, Burchenal realiza este descubrimiento justo cuando la sangre de una de sus heridas comienza a caer al suelo, hecho que provoca que los insectos inicien un frenesí y se lancen sobre él, intentando comérselo. Él le pasa su traje (con la información, el oxígeno y el insecto de muestra) a Gallagher y enciende una bengala. Antes de ser comido, incendia a los insectos, provocando una reacción en cadena que quema todo lo que queda de algas y la mayor parte de la atmósfera en una región lo suficientemente grande como para ser visto desde la órbita.
Gallagher llega hasta la sonda rusa, donde debe realizar preparaciones para el viaje y enfrentarse con AMEE para quitarle su fuente de energía, para poder encender la sonda y lanzarse al espacio. Con bajos niveles de oxígeno, la única esperanza de Gallagher es llegar lo suficientemente cerca a Marte-1 para ser rescatado por Bowman.
Regresan a la Tierra con la muestra y, a pesar de que la misión es un desastre, provee información crucial acerca de Marte que ayudará grandemente a futuros esfuerzos colonizadores. La muestra del insecto puede contener la solución para la situación de la Tierra, debido a su naturaleza de comer todo y producir oxígeno como resultado.

## Reparto
| Actor            | Papel                  |
| ---------------- | ---------------------- |
| Val Kilmer       | Robby Gallagher        |
| Carrie-Anne Moss | Comandante Kate Bowman |
| Tom Sizemore     | Dr. Quinn Burchenal    |
| Benjamin Bratt   | Teniente Ted Santen    |
| Simon Baker      | Chip Pettengill        |
| Terence Stamp    | Dr. Bud Chantilas      |

## Aspectos notables del filme
Planeta Rojo fue un fracaso de taquilla, recaudando $33 millones contra un presupuesto de $80 millones. Algunos fanáticos han alabado la ciencia del filme, llamándola una sólida extrapolación del conocimiento actual acerca de Marte y la tecnología requerida para llegar allá. Planeta Rojo incluye una de las representaciones más realistas de un fuego en gravedad cero en un filme de Hollywood. También es la primera película del director Antony Hoffman.

## Lugares de filmación
Las escenas ambientadas en la superficie de Marte fueron filmadas en Wadi Rum, Nueva Gales del Sur y en Australia Meridional.